# Vieren Station
Vieren Station (Vieren stasjon eller Vieren holdeplass) er en jernbanestation på Bergensbanen, der ligger i Ulvik kommune i Norge. Stationen består af et spor og en kort perron af træ uden nogen former for læskur eller andre faciliteter. Den ligger i et område med mange hytter.
Stationen åbnede som trinbræt 9. maj 1948.